# Tina Punzel
Tina Punzel, född 1 augusti 1995, är en tysk före detta simhoppare.

## Karriär
I juni 2013 vid simhopps-EM i Rostock tog Punzel guld i hopp från tremeterssvikten och silver i lagtävlingen tillsammans med Sascha Klein. I augusti 2014 vid EM i Berlin tog hon silver i synkroniserade hopp från tremeterssvikten tillsammans med Nora Subschinski samt brons individuellt i enmeterssvikten och i lagtävlingen med Sascha Klein. I juni 2015 vid simhopps-EM i Rostock tog Punzel silver med Nora Subschinski i synkroniserade hopp från tremeterssvikten samt brons individuellt i tremeterssvikten.
I juni 2017 vid simhopps-EM i Kiev tog Punzel silver tillsammans med Friederike Freyer i synkroniserade hopp från tremeterssvikten samt brons tillsammans med Lou Massenberg i den mixade klassen i synkroniserade hopp från tremeterssvikten. I augusti 2018 vid EM i Glasgow tog hon guld med Lou Massenberg i den mixade klassen i synkroniserade hopp från tremeterssvikten, silver med Lena Hentschel i synkroniserade hopp från tremeterssvikten samt brons individuellt i tremeterssvikten.
I augusti 2019 vid simhopps-EM i Kiev tog Punzel guld i lagtävlingen tillsammans med Patrick Hausding, Christina Wassen och Lou Massenberg, silver med Lena Hentschel i synkroniserade hopp från tremeterssvikten, silver med Lou Massenberg i den mixade klassen i synkroniserade hopp från tremeterssvikten samt brons individuellt i tremeterssvikten.
I maj 2021 vid EM i Budapest 2021 tog Punzel guld individuellt i tremeterssvikten samt guld med Lena Hentschel i synkroniserade hopp från tremeterssvikten. Hon tog också silver med Lou Massenberg i den mixade klassen i synkroniserade hopp från tremeterssvikten samt brons i lagtävlingen med Patrick Hausding, Christina Wassen och Lou Massenberg.
I juli 2021 tog Punzel och Lena Hentschel brons tillsammans i synkroniserade hopp från tremeterssvikten vid OS i Tokyo. I augusti 2022 vid EM i Rom tog hon guld med Hentschel i synkroniserade hopp från tremeterssvikten samt guld med Lou Massenberg i i den mixade klassen i synkroniserade hopp från tremeterssvikten.
Den 16 januari 2023 meddelade Punzel att hon avslutade sin karriär som simhoppare.